# Вериківська Олена Михайлівна
Оле́на Миха́йлівна Верикі́вська (нар. 15 березня 1932, Харків — 22 вересня 2004, Київ) — українська піаністка, педагог. Донька композитора Михайла Вериківського, сестра Ірини Вериківської, дружина Едуарда Митницького. Заслужений працівник культури України (1993).

## Життєпис
1955 — закінчила Київську консерваторію (клас А. А. Янкевича-Янкелевича).
З 1955 — викладач класу фортепіано, з 1986 — завідувачка фортепіанного відділення Київського музичного училища ім Р. Глієра.
Водночас 1964—1971 років — викладач кафедри спеціального фортепіано Київської консерваторії.
Проводила майстер-класи в Польщі, Німеччині, Венесуелі.
З кінця 1980-х років започаткувала серію концертів «Антологія української фортепіанної музики».
1995 року організувала регіональний конкурс юних піаністів (з 2004 року — імені Олени Вериківської).
Пішла з життя 22 вересня 2004 року. 24 березня 2006 року в класі № 9 Інституту музики ім. Р. М. Глієра за підтримки Міжнародного благодійного фонду конкурсу Володимира Горовиця було відкрито меморіальну дошку її пам'яті.
Її син Дмитро (нар. 1958) — контрабасист, працює в оперному театрі міста Гера, Німеччина.
Режисер Едуард Митницький, який прожив з нею в шлюбі понад 52 роки, присвятив пам'яті дружини книгу «Леля», яка вийшла в світ 2006 року.

## Нагороди
- Нагрудний знак Міністерства освіти і науки України «Відмінник освіти України»
- 1993 — Заслужений працівник культури України

## Праці
- Особливості фортепіанних творів М. Вериківського // Матеріали 1-ї конференції Асоціації піаністів-педагогів України. — Х., 1992
- «Митець, свідомий свого призначення». Спогади про батька: Збірник стаптей до 100-річного ювілею М. Вериківського. — К., 1997